# دانیل بارنز
دانیل بارنز (انگلیسی: Daniel Barnz؛ زادهٔ ۲۱ اوت ۱۹۷۰) یک فیلم‌نامه‌نویس اهل ایالات متحده آمریکا است. وی از سال ۲۰۰۸ میلادی تاکنون مشغول فعالیت بوده‌است.